# Церковь Святого Марка (Милан)
Церковь Святого Марка (итал. Chiesa di San Marco) — церковь в Милане.
Церковь впервые упоминается в 1254 году. Считается, что своё название она получила в знак благодарности Республике Святого Марка, оказавшей в XII веке помощь местным жителям в борьбе против Фридриха Барбароссы. В XIII веке церковь была построена августинцами в готическом стиле. Однако, в XVII веке были пристроены дополнительные части в стиле барокко, что сделало церковь Святого Марка крупнейшим религиозным сооружением города после Миланского собора.
Известно, что в начале 1770-х в монастыре при церкви в течение нескольких месяцев проживал молодой Вольфганг Амадей Моцарт. Также церковь известна, что в ней 22 мая 1874 года, в первую годовщину смерти Алессандро Мандзони, впервые прозвучал «Реквием» Джузеппе Верди.
В церкви похоронены многие известные деятели. Стены церкви украшают средневековые фрески. В 1573 году живописец-маньерист Дж. П. Ломаццо расписал алтарь и создал цикл росписей в Капелле Фоппа на сюжеты из истории святых Петра и Павла (1573).